# Cserdi
Cserdi est un village et une commune du comitat de Baranya en Hongrie.